# Morte di Zerbino
Morte di Zerbino è un dipinto di Massimo d'Azeglio, eseguito con la tecnica dell'olio su tela, presumibilmente nel 1839. L'opera è conservata a Milano, nella Pinacoteca di Brera.

## Descrizione
Basato sull'Orlando furioso di Ludovico Ariosto, il dipinto rappresenta uno dei suoi personaggi più celebri, il giovane principe scozzese Zerbino, trovato agonizzante dalla sua donna, la saracena Isabella, dopo essere stato mortalmente colpito in duello per mano di Mandricardo (che invece non appare essendosi già allontanato); sono presenti anche i cavalli dei due amanti. Sebbene non siano collocate sullo sfondo, le figure di Zerbino e Isabella possono non apparire subito al primo sguardo, avendo l'artista optato per una visuale con campo lunghissimo. Teatro dell'episodio è un paesaggio boschivo, reso ancora più affascinante da un'imponente cascata.